# École franco-flamande

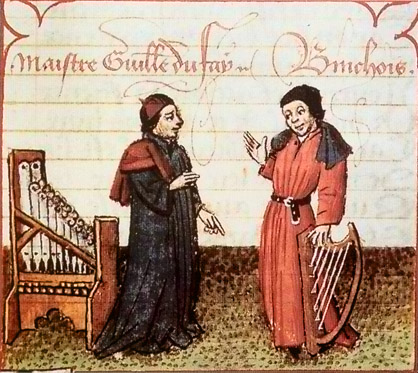
Guillaume Dufay (à gauche) et Gilles Binchois.

L'école franco-flamande est un mouvement de renouveau musical du Moyen Âge tardif ou de la Pré-Renaissance qui se développe à partir du XVe siècle, en France et dans les Pays-Bas bourguignons avant de se répandre dans toute l'Europe, aidé par l'invention de l'imprimerie musicale. Il est caractérisé par le grand développement de la polyphonie, et pose ainsi les bases de l'harmonie moderne. Il est considéré comme le premier style musical en Europe de l'Ouest depuis l'uniformisation du chant grégorien au IXe siècle. 
Sur le plan strict, l'école franco-flamande s'étend d'environ 1420 à 1633, date officielle de la démission de Mateo Romero de la capilla flamenca. On distingue six générations successives de compositeurs.

## Contexte historique
Alors que la Guerre de Cent Ans entre la France et l'Angleterre touche à sa fin, certains duchés situés à l'écart du conflit, comme les Pays-Bas bourguignons et la Bourgogne, connaissent la paix et la prospérité économique. Le développement des manufactures, notamment textiles, dans les Pays-Bas (comté de Hainaut, comté de Flandre, principauté de Liège, duché de Luxembourg et duché de Brabant) contribue au développement des arts. Pendant près de deux siècles, ces pays font ainsi figure de principal centre culturel de l'Europe.
Paul Van Nevel remet la polyphonie en situation dans son époque de la pré-Renaissance et de la Renaissance, en rupture avec le Moyen Âge jusqu’au délire : « Copernic (1473-1543) renverse le monde au propre comme au figuré. Petrucci (1466-1539) invente l’imprimerie musicale, rendant la musique accessible à tous. Le savant juif Abraham Zacuto (vers 1450 - vers 1515) élabore un 'Almanach perpetuum' grâce auquel l’homme peut prévoir l’avenir. (…) Antonio di Pietro Averlino (vers 1400 - 1469) crée la cité futuriste idéale Sforzinda dans son Trattato d’architettura. Francesco di Giorgio Martini (1439-1502) expose les règles de la perspective moderne, un tournant dans la représentation de la perception dans les arts plastiques ».
Les compositeurs de l'école franco-flamande ne se contentèrent pas de rester dans leur patrie mais partirent travailler dans de nombreux pays européens. Ils se rendirent ainsi en Italie, en Espagne, en France dont ils faisaient partie intégrante et en Allemagne où ils firent connaître leur style. Celui-ci se répandit rapidement grâce aux nombreux manuscrits (qui subsistent dans de nombreuses bibliothèques en Europe ou aux États-Unis) et au développement contemporain de l'imprimerie. Paul Van Nevel (Huelgas Ensemble) : « La splendeur de la Flandre résidait dans le fait qu'elle exportait non pas des cyclistes, ni des footballeurs, mais des musiciens : des chanteurs et des compositeurs célèbres, à la réputation parfois sulfureuse, aptes à flatter les oreilles des puissants. Ils jouissaient d’une notoriété véritablement internationale, ce qui n’était pas insignifiant dans une Europe où les médias actuels n’existaient pas. »

## Les six générations de l'école franco-flamande

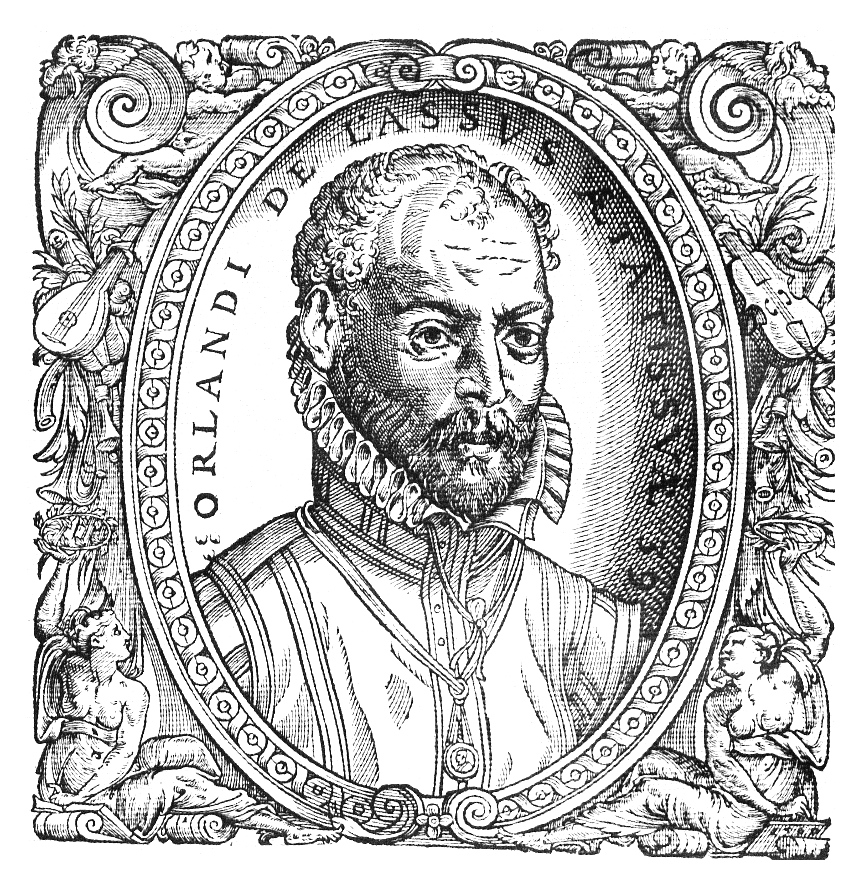
Roland de Lassus.

Bien que l'évolution du langage musical fût continue tout au long de la période, on distingue en général six générations de compositeurs. Chacune dure une quarantaine d'années et est caractérisée par l'influence de quelques compositeurs marquants :
- La première génération (1420-1450), appelée école bourguignonne du fait de la domination bourguignonne dans cette région à cette époque, est principalement représentée par Guillaume Dufay, Gilles Binchois, Johannes de Limburgia et Johannes Ciconia de Liège. Cette génération marque une évolution par rapport à la musique médiévale, car très progressivement s'élabore un début de considération verticale de la musique polyphonique.
- La deuxième génération (1450-1485), dont Johannes Ockeghem et Antoine Busnois furent les compositeurs les plus célèbres, est marquée par le perfectionnement du motet, forme musicale née au XIIIe siècle, et qui devient un lieu privilégié de l'expérimentation du contrepoint.
- La troisième génération (1480-1520), représentée en premier lieu par Josquin des Prés, souvent considéré comme le plus grand compositeur de l'époque de l'école franco-flamande, mais également Alexandre Agricola, Jacob Obrecht, Loyset Compère, Pierre de La Rue, Heinrich Isaac et Antoine Brumel qui, bien que Français, se rattache à l'école franco-flamande par son style.
- La quatrième génération (1520-1560) : Adrian Willaert, Cyprien de Rore.
- La cinquième génération (1560-1600) : Roland de Lassus, Jacques de Wert.
- La sixième génération (1600-1633) : Matheo Romero, dernier représentant de l'école franco-flamande, actif en Espagne à la capilla flamenca, jusqu'en 1633.